# Friedrich Kaiser (Schauspieler)

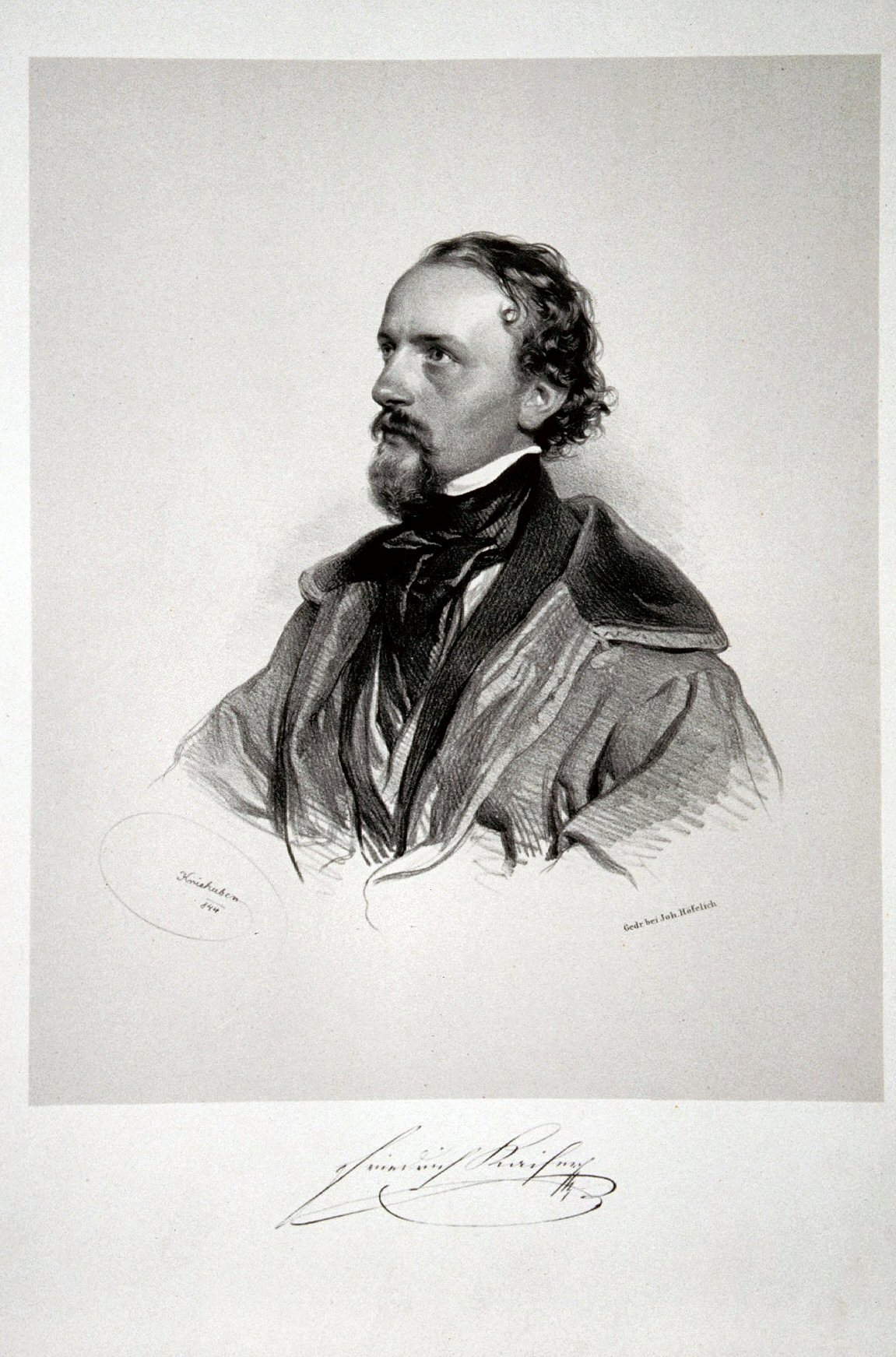
Friedrich Kaiser, Lithographie von Josef Kriehuber, 1844

Friedrich Anton Kaiser (* 3. April 1814 in Biberach an der Riß; † 6. November 1874 in Wien) war ein österreichischer Dramatiker und Revolutionär. Er verfasste über 160 Stücke in Serienproduktion für das Wiener Volkstheater des 19. Jahrhunderts.

## Leben
Kaiser war ein Sohn des k.k. Leutnants Joseph Franz Kaiser und dessen Ehefrau Franziska Grelz. Zusammen mit seiner Familie kam er bereits in seiner Kindheit nach Wien. Seine Schulzeit absolvierte er am akademischen Gymnasium und begann anschließend Philosophie an der Universität seiner Heimatstadt zu studieren. Parallel dazu war er auch Schüler beim Maler Ferdinand Georg Waldmüller.
Bereits als Student versuchte sich Kaiser als Literat. Als er 1833 ein Praktikum am Wiener Hofkriegsrat begann, wurde er in seinem literarischen Schaffen bestärkt und konnte bereits im darauffolgenden Jahr mit einem weiteren Lustspiel (Das Rendezvous) erfolgreich debütieren.
In dieser Zeit machte Kaiser u. a. die Bekanntschaft mit dem Theaterdirektor Carl Carl und dieser inszenierte Kaisers Das Rendezvous unter dem Titel Hans Hasenkopf. In den folgenden Jahren stand Kaiser bei Carl unter Vertrag für sechs Komödien jährlich. Als das Lustspiel Wolf und Braut 1836 ein großer – vor allem finanzieller – Erfolg wurde, quittierte Kaiser 1838 den Staatsdienst und widmete sich fortan nur noch dem Schreiben.
1840 gründete Kaiser zusammen mit Gleichgesinnten die Künstlervereinigung „Concordia“. Seit 1840 häufen sich die Belege für politische Aktivitäten. 1845 wechselte Kaiser ans Theater in der Josefstadt zu Franz Pokorny, doch dort hatte er mit seinen Stücken immer weniger Erfolg. Vielleicht lag es an Kaisers Erkrankung 1846, vielleicht aber auch nur an den politisch unsicheren Zeiten, die zur Revolution 1848 führten.

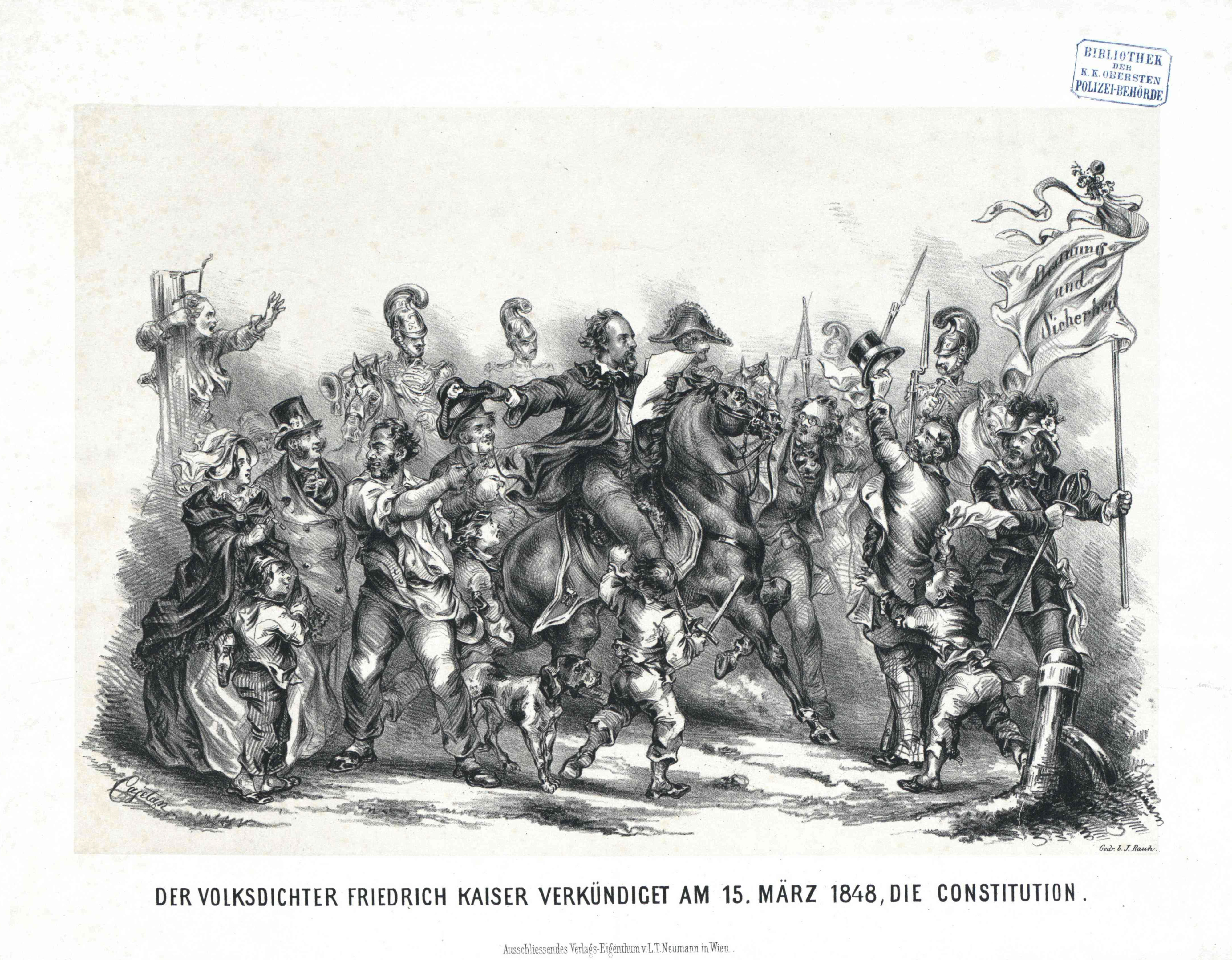
Friedrich Kaiser verkündiget die Constitution 15. März 1848. Lithografie von Josef Cajetan

Am 13. März 1848 überreichte er den niederösterreichischen Landständen eine Petition zur Abschaffung der Zensur. Kaiser Ferdinand kündigte am 15. März 1848 die bevorstehende Verfassungs-Proklamation und das Ende der Zensur an. Der Verfassungstext, den der Kaiser dann am 25. April verkünden ließ, enttäuschte die Erwartungen der Revolutionäre und Friedrich Kaiser stellte sich an die Seite der Akademischen Legion, die an der Massendemonstration vom 15. Mai das Einkammersystem als verfassungsgebende Versammlung forderte. In seinen Aufzeichnungen wähnte er den „Völkerfrühling“ gekommen. Während des gesamten Volksaufstandes stand Kaiser an der Seite der „Legion“, erst als Leutnant, dann als Hauptmann, zuletzt als „Platz-Commandant“ der Heumarktkaserne. Nach der Kapitulation der Revolutionäre Wiens im November 1848 entging Kaiser nur knapp einer Exekution durch die Truppen von Feldmarschallleutnant Alfred Fürst zu Windisch-Graetz. Er verarbeitete die Revolutionserfahrung u. a. im Theaterstück Hanswurst auf der Barrikade. Dabei kritisiert er die Unreife des Volkes und verurteilte die Gewalttaten der Aufrührer.

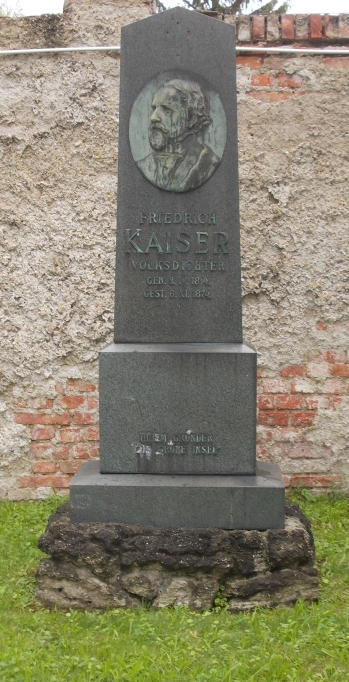
Grabstätte von Friedrich Kaiser

Während der Revolutionstage veröffentlicht er eine kleine Flugschrift: Über die Juden. Ein Wort an das Volk. Er erinnerte daran, dass die Juden Wiens am 13. März dabei waren und man ihnen die gleichen Rechte wie den anderen Bürgen zubilligen müsse.
Nach der Revolution fungierte Kaiser wieder als Stückeschreiber für Direktor Carl und dessen Theater. Als dieser 1854 starb, arbeitete er mit Johann Nepomuk Nestroy und dem Sohn Pokornys zusammen. Kaiser hatte eine Affaire mit Marie von Pospischill und daraus eine uneheliche Tochter; Henriette (* 1854).
1862 zog sich Kaiser vom Theater zurück und ließ sich am Rand Wiens nieder. Er lebte in sehr einfachen Verhältnissen und konnte seine finanzielle Situation auch nicht groß durch sein literarisches Schaffen verbessern. Kaiser starb im Alter von 60 Jahren am 6. November 1874 im Hause Nr. 109 der Mariahilfer Straße, wo der in prekären finanziellen Verhältnissen lebende und bereits schwerkranke Dichter drei Tage zuvor eine „bescheidene Wohnung“ hatte beziehen müssen, an einer Halsdrüsenentartung und fand auf dem Wiener Zentralfriedhof (Gr. 0, R. 1, Nr. 74) seine letzte Ruhestätte.

## Bedeutung
Nach Ferdinand Raimund und neben Nestroy war Kaiser einer der markantesten Dramatiker des Wiener Volkstheaters im Vor- und Nachmärz. Ein besonderes Format gewann er durch seine schriftstellerische Vielseitigkeit, sein kulturelles und politisches Engagement (Gründer der Concordia und der Grünen Insel; Redakteur des Kobold und des Eulenspiegel). Beeinflusst von Horaz, Schiller, Jean Paul und der Genremalerei schuf er 1840 das Lebens- und Charakterbild. Er bereicherte die Lokalüberlieferung (Posse) mit zahlreichen Importen aus anderen Kulturen (Vaudeville, englisches Sozialdrama, Dorfgeschichten) und entwickelte eine eigene Dramaturgie. Sein Volksdrama changiert zwischen Komik und Ernst, zwischen Satire und Ethik. Es vermittelt die optimistische Einstellung, dass gerade die „kleinen Leute“ von den Missständen der aktuellen Gesellschaft geheilt, zur liberalen Demokratie fähig seien.
Im Jahr 1894 wurde in Wien-Ottakring (16. Bezirk) die Friedrich-Kaiser-Gasse nach ihm benannt.

## Rezeption
Kaiser verfasste 162 Theaterstücke, hauptsächlich Lustspiele und Volksstücke des Alt-Wiener Volkstheaters, welche meistenteils am Theater an der Wien oder am Carltheater zur Aufführung kamen. Er nahm für sich in Anspruch, die Theatergattung des Lebensbilds (auch Charakterbild, Zeitbild, Genrebild etc.) erfunden zu haben. Johann Nepomuk Nestroy verspottete sie als „ernste Posse“. Kaisers Vorbild dazu war das Pariser Melodram.
Zu Nestroys Zeit war Kaiser einer der wichtigsten Theaterschriftsteller Wiens. Seine Bemühungen um ein ernstes Volksstück hat Ludwig Anzengruber weitergeführt. Zwischen 1989 und 1993 veröffentlichte Jeanne Benay mehrere Bände über Kaiser, z. T. in französischer Sprache. In der österreichischen Literaturgeschichte steht Kaiser im Schatten von Raimund, Nestroy und Anzengruber, was seiner literarischen Leistung nicht gerecht wird. Trotz der Bemühungen von Jeanne Benay blieb Friedrich Kaiser ein weithin unbekannter Dichter. In den meisten germanistischen Bibliotheken finden sich weder Werke von ihm, noch über ihn, und seit der Auswahl in der Deutsch-Österreichischen Klassiker-Bibliothek, die Otto Rommel zusammenstellte, ist keine leicht zugängliche Werkausgabe mehr erschienen.

## Trivia
1841 schuf Franz Eybl ein Porträt von Kaiser als Lithographie; im darauffolgenden Jahr wurde Kaiser auch von Franz Eybl porträtiert. 1848 malte J. Cajetan sein Bild „Der Volksdichter Friedrich Kaiser verkündet am 15. 3. 1848 die Konstitution“.

## Werke (Auswahl)
Autobiographie
- Unter fünfzehn Theater-Directoren. Bunte Bilder aus der Wiener Bühnenwelt. Wien, R.v.Waldheim, 1870

Biographien
- Theaterdirektor Carl. 1854.
- Friedrich Beckmann. 1866.

Romane
- Ein Pfaffenleben. 1871.
- Kaiser Josef. 1874.
- Unter dem alten Fritz. 1874.

Theaterstücke
- Das Rendezvous. 1834.
- Wolf und Braut. 1836.
- Dienstbotenwirtschaft oder Schatulle und Uhr. 1840.
- Geld. 1841.
- Der Schneider als Naturdichter. 1843.
- Die Industrie-Ausstellung. 1845.
- Der Rastelbinder oder 1000 Gulden. 1850.
- Pater Abraham a Sancta Clara. 1870.

Werkausgabe
- Ausgewählte Werke (= Altwiener Volkstheater; 7). Prochaska, Wien 1913